# Морські гребінці
Морські гребінці (Pectinida) — ряд великих або середнього розміру морських двостулкових молюсків.

## Таксономія
Згідно із таксономією 2010 року, налічує чотири надродини.
- Надродина: Anomoiidea
  - Родина: Anomiidae
  - Родина: Placunidae
- Надродина: Plicatuloidea
  - Родина: Plicatulidae
- Надродина: Dimyoidea
  - Родина: Dimyidae
- Надродина: Pectinoidea
  - Родина: Entoliidae
  - Родина: Pectinidae
  - Родина: Propeamussiidae
  - Родина: Spondylidae

Викопні надродини
- Aviculopectinoidea
- Buchioidea
- Chaenocardioidea
- Entolioidea
- Euchondrioidea
- Eurydesmatoidea
- Heteropectinoidea
- Oxytomoidea
- Prospondyloidea
- Pterinopectinoidea